# Dysoxylum macranthum
Dysoxylum macranthum är en tvåhjärtbladig växtart som beskrevs av C. Dc.. Dysoxylum macranthum ingår i släktet Dysoxylum och familjen Meliaceae. Inga underarter finns listade i Catalogue of Life.